# Vito Mannone
Vito Mannone (n. 2 martie 1988 în Desio) este un fotbalist Italian care evoluează în Ligue 1 pentru Lille ca portar.

## Cariera de club

### Juniorat
Mannone a semnat cu trupa lui Arsène Wenger în vara anului 2005, fiind transferat de la echipa italiană Atalanta în schimbul celor ₤350,000  ca sumă de transfer, jucătorul semnând pe 3 ani, cu toate că nu semnase încă un contract de profesionist cu echipa italiană. A debutat pentru Arsenal în amicalul din presezon împotriva lui Barnet pe 16 iulie 2005, pe care Arsenal l-a câștigat cu 4-1.

### Împrumutul la Barnsley
Pe 18 august 2006, Mannone a fost împrumutat trei luni la echipa din Championship, Barnsley, unde el își dorea să câștige numele de portarul numărul unu în locul lui "Nick Colgan" . Perioada lui Mannone la Barnsley nu a fost una fericită – în debutul său din deplasare împotriva Preston North End pe 22 Septembrie el a intrat ca rezervă în locul lui Colgan și a adus victoria echipei rivale, golul care a adus înfrângerea fiind golul lui Patrick Agyemang care a marcat cu capul. În următorul său meci, împotriva lui Luton Town, a intrat în locul suspendatului Colgan, dar nu a reușit să apere cum trebuia poarta lui Barnsley, astfel Ahmet Brković a înscris pentru Luton care a câștigat meciul.
După o accidentare la genunchi, împrumutul lui Mannone la Barnsley a fost încheiat și s-a reîntors la Arsenal pe 23 octombrie 2006 pentru tratament.
De-a lungul celor șase sezoane la Arsenal (2006-2012), Vito Mannone a fost considerat de către Wenger ca fiind a treia opțiune pe postul de portar, mai fiind împrumutat de 2 ori la clubul din Championship, Hull City, 2010-2011 și returul sezonului 2011-2012.

### Sezonul 2012-2013
A fost sezonul renașterii sale ca fotbalist, odată cu accidentarea celor doi titulari de post de portar, Wojciech Szczesny și Lukasz Fabianski a primit șansa să fie titular începând de la meciul cu Stoke încheiat 0-0, având bune contribuții la ocaziile olarilor. Odată cu meciurile din deplasare din campionat cu Liverpool (2-0) și cu Montpellier din Champions League (2-1) a primit șansa să fie cel de-al doilea portar al lui Arsenal după Szczesny. A fost de asemeni titular cu Manchester City, 1-1, cu Chelsea, un meci dezamăgitor pentru el și echipă (1-2), în 3-1 cu Olympiacos de acasă, 3-1 cu West Ham United din deplasare, la umilitorul 0-1 cu Norwich din deplasare, 0-2 cu Schalke de acasă și cel din deplasare (2-2), 1-0 cu Queens Park Rangers, 1-2 cu Manchester United din deplasare și în 3-3 cu Fulham.
Odată cu revenirea după accidentare a lui Szczesny, Mannone a fost lăsat pe bancă la fiecare meci al lui Arsenal.